# Flickorna i Rochefort
Flickorna i Rochefort (franska: Les Demoiselles de Rochefort) är en fransk musikalfilm från 1967 i regi av Jacques Demy. I huvudrollerna ses Catherine Deneuve, Françoise Dorléac, Gene Kelly, Jacques Perrin, Michel Piccoli, Danielle Darrieux, George Chakiris och Grover Dale.

## Handling
Tvillingsystrarna Delphine och Solange längtar bort från den lilla staden där de bedriver dansundervisning. Till staden kommer ett danssällskap som skall uppträda på torget och livet förändras för många i staden.

## Om filmen

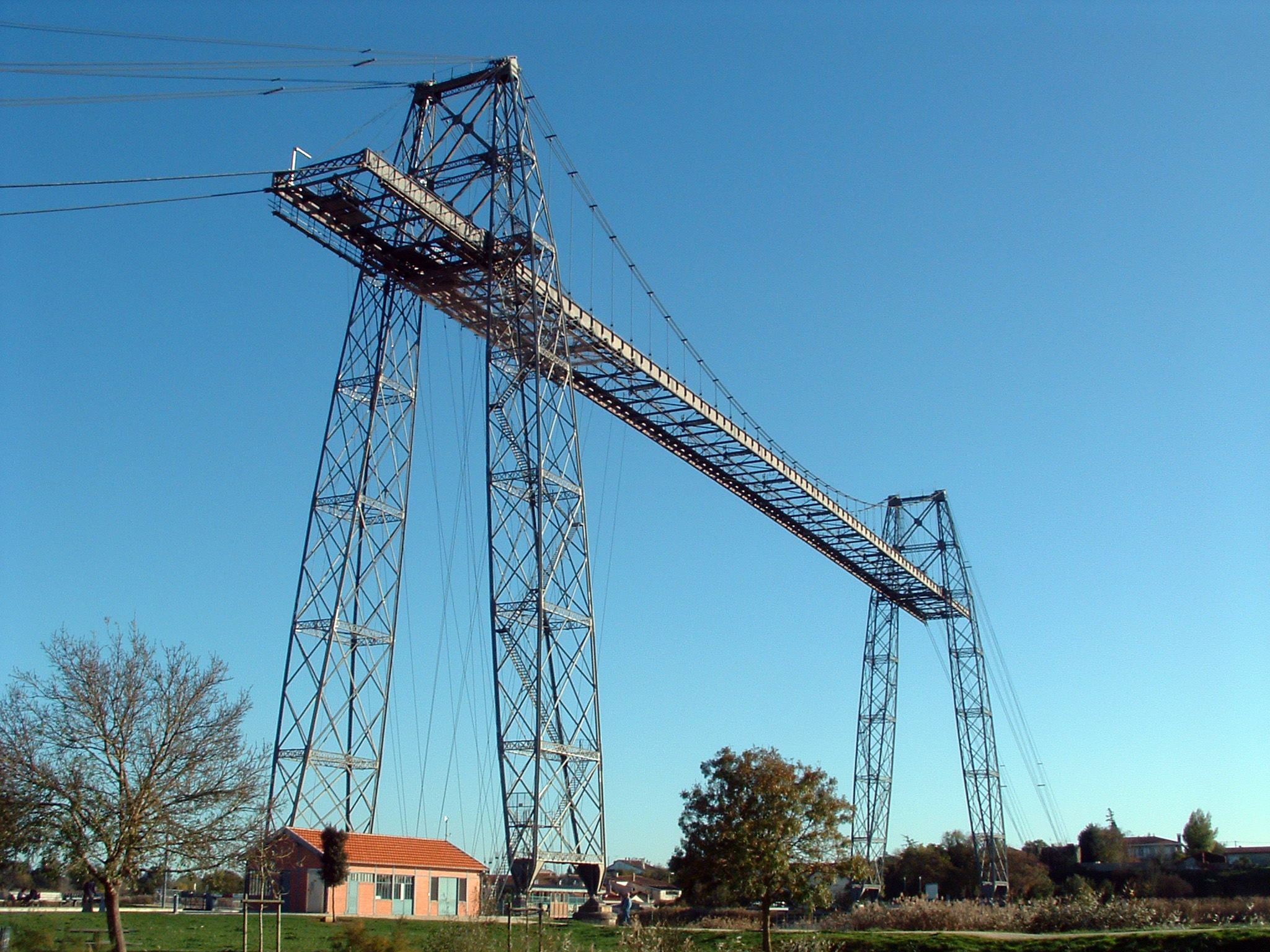
Filmen inleds med att några av huvudpersonerna dansande tar sig över denna rörliga bro, Pont Transbordeur.

Jacques Demy hade gjort filmmusikaler redan tidigare, till exempel Paraplyerna i Cherbourg, där hela dialogen sjungs fram. Dialogen till Flickorna i Rochefort skrevs av Jacques Demy, medan musiken skrevs av Michel Legrand som genom åren har skrivit musik till en mängd filmer. 
Musiken kännetecknas av att den är glad och medryckande, och samma tema återkommer regelbundet. Handlingen i sig är ganska sockersöt och orealistisk. Huvudpersonerna går till exempel omkring i chanelklänningar och diorhattar i alla möjliga sammanhang.
Vid filminspelningen spelade man även in en version med engelsk dialog. Även all musik finns i en version med engelsk sång. Tanken var att visa en engelsk version i engelskspråkiga länder. Denna blev dock aldrig visad på bio, men kan ses på kabel-TV emellanåt. Ljudspåret från filmen gavs ut, både den franska originalversionen och i en engelskspråkig version.
Agnes Varda, som var gift med Jacques Demy, har gjort en dokumentärfilm om inspelningen av filmen och hur staden Rochefort firade filmens 25-årsdag 1993. Dokumentären heter Flickorna fyller 25.
Filmen spelades in i Rochefort, som ligger i departementet Charente-Maritime vid den franska atlantkusten.

## Rollista i urval
- Catherine Deneuve : Delphine Garnier
- Françoise Dorléac : Solange Garnier
- George Chakiris : Etienne
- Michel Piccoli : Simon Dame
- Gene Kelly : Andy Miller
- Danielle Darrieux : Yvonne Garnier
- Jacques Perrin : Maxence
- Jacques Riberolles : Guillaume Lancien
- Grover Dale : Bill
- Geneviéve Thenier : Josette
- Henri Crémieux : Subtil Dutrouz
- Pamela Hart : Judith
- Leslie North : Esther
- Patrick Jeantet : Boubou
- René Bazart : Pepe

## Kritik
| ”                                           | Med alla sina fel och brister är Flickorna i Rochefort en förbluffande njutbar film. Jag har stor respekt för Demy. Det är helt enkelt lättare att göra en film som tar upp svåra frågor och har ett allvarligt ämne, än att göra en underhållande musikal. | „ |
| – Andrew Sarris, Village Voice, 16 maj 1968 | |   |

| ”                                        | [...]Demys filmer är verkligen bio, den vita dukens gränser är också hans världs gränser.// Det är följriktigt att han nu med Les demoiselles de Rochefort gjort en äkta musical (inte en filmopera som Paraplyerna i Cherbourg) eftersom han du kunnat smälta in i en filmisk genre, en kinematografisk tradition med alldeles egna uttryck och lagar. | „ |
| – Jonas Cornell, Expressen, 17 juli 1967 | |   |

| ”                                                      | [...] Filmens utanverk är perfekt: fotot är briljant, om än inte särskilt fantasifullt, Michel Legrands musik lätt och ljuv som en smekning, sång- och dansnumren smälter in i handlingen så elegant att man ibland frestas tycka att sång och dans borde vara människors vanliga kommunikationssätt. Men mitt i denna bitvis berusande sköna skildring kan det inte hjälpas att några stora invändningar tränger sig på.[...] historien är nämligen banal intil jolmighet. | „ |
| – Göran Sellgren, Svenska Dagbladet, 14 september 1967 | |   |